# تشال اشكوه (زاز الشرقي)
تشال اشکوه (بالفارسية: چال اشکوه) هي قرية تقع في إيران في قسم زاز الشرقي الریفي. يقدر عدد سكانها بـ 160 نسمة بحسب إحصاء 2016.